# Permocupes firmae
Permocupes firmae is een keversoort uit de familie Permocupedidae. De wetenschappelijke naam van de soort is voor het eerst geldig gepubliceerd in 1996 door Geertsema.